# Автошлях Т 0522
Автошля́х Т 0522 — автомобільний шлях територіального значення у Донецькій області. Пролягає територією Сніжнянської міськради від Савур-могили до Сніжного. Загальна довжина — 9,1 км.

## Маршрут
Автошлях проходить через такі населені пункти:
| Автошлях Т 0522         |     |
| Донецька область        |     |
| Сніжнянська міська рада |     |
| Савур-могила            |     |
| Первомайське            |     |
| Сніжне                  | Н21 |